# Nissan Pulsar GTI-R
Nissan GTi-R (код шасси N14/RNN14) представляет собой специальный автомобиль, который был изготовлен на Nissan в период между 1990 и 1994 годами, для того, чтобы выступить в WRC в группе А. За основу был взят Ниссан Пульсар (или Санни) в кузове N14 3-дверный хетчбэк, но внешне у GTi-R большое заднее крыло и воздухозаборники на капоте. В автомобиле реализовано полноприводное управление на основе ATTESA 4WD.
Nissan GTi-R находится в одном классе с такими автомобилями, как например, Subaru Impreza WRX, Mitsubishi Lancer Evolution, Ford Escort Cosworth , Lancia Delta Integrale и Toyota Celica GT4.